# 福岡高速道路
福岡高速道路（ふくおかこうそくどうろ、Fukuoka Expressway）は、福岡県福岡市とその周辺の大野城市、太宰府市、粕屋町に路線網を有する有料の自動車専用道路である。総延長は約59.3 km。
福岡都市高速道路（ふくおかとしこうそくどうろ）、福岡高速（ふくおかこうそく）または、福岡都市高速(ふくおかとしこうそく)と言われる事もある。福岡市の地元一般では略して都市高速、都市高（としこう）と呼ばれ、道路標識や福岡高速を経由する路線バスにおいても「都市高速  URBAN EXPWY」（道路標識によっては「Urban Expressway」と表記されている場合もある）と（以前は「福岡高速 FUKUOKA EXPWY」と表示されていた）。
福岡北九州高速道路公社が建設・管理を行う指定都市高速道路であり、道路法上は福岡市道である。4号粕屋線全線と1号香椎線の一部がアジアハイウェイ1号線に指定されている。また、全線が地域高規格道路（福岡都市圏自動車専用道路）の計画路線に指定されている。

## 路線

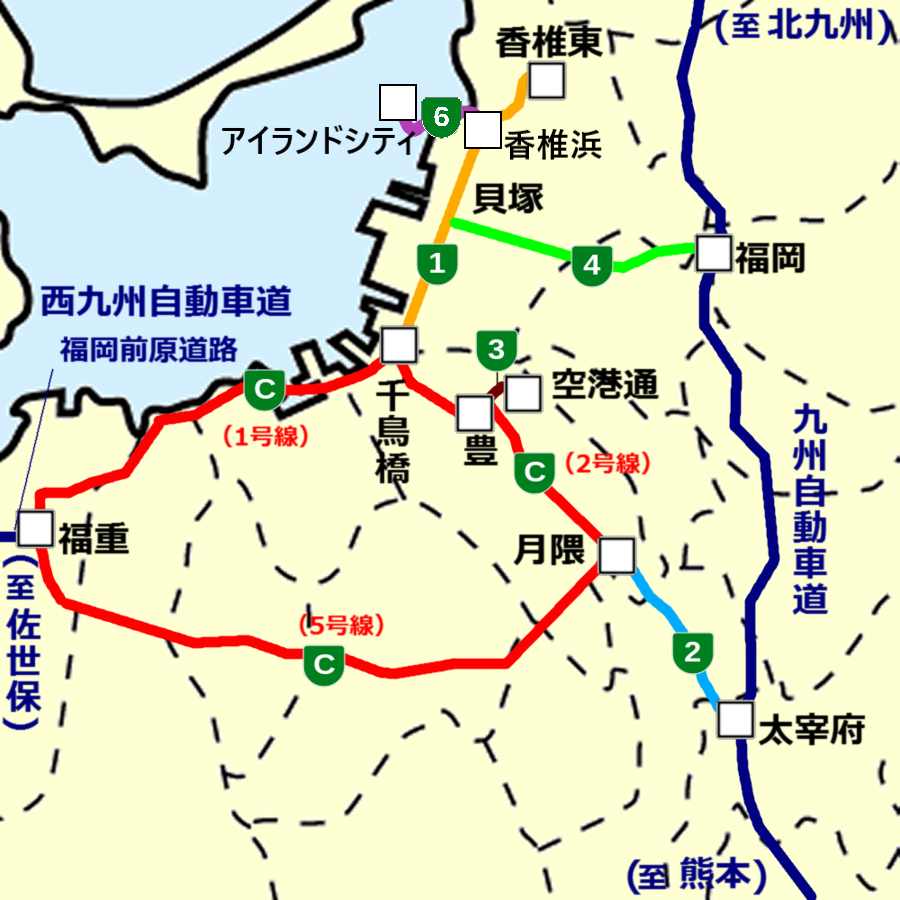
福岡高速道路と周辺高速道路のルート図。

福岡高速道路には、以下の路線がある（建設時の路線名基準）。
- 福岡高速1号線（香椎東出入口 - 福重JCT、18.0 km）
- 福岡高速2号線（千鳥橋JCT - 水城出入口・太宰府IC出入口、13.2 km）
- 福岡高速3号線（豊JCT - 空港通出入口、0.6 km）
- 福岡高速4号線（貝塚JCT - 粕屋出入口・福岡IC出入口、6.9 km）
- 福岡高速5号線（月隈JCT - 福重JCT、18.1 km）
- 福岡高速6号線（香椎浜JCT - アイランドシティ出入口、2.5 km）

### 通称名
2012年（平成24年）7月21日、福重JCTにおいて1号線と5号線の接続部分が開通し、環状路線が完成するのと同時に通称名が付与された。
通称名・区間は下記の通り。案内標識はすべて通称名のものに置き換えられた  。6号アイランドシティ線は2021年（令和3年）3月27日に開通した。なお、5号線は全線が環状線の一部となっているため、通称としては用いられておらず欠番となっている。
- 環状線（環状線C）（千鳥橋JCT - 月隈JCT - 福重JCT - 千鳥橋JCT、34.9 km[5]） - 5号線の全部と1号線・2号線のそれぞれ一部
- 香椎線（香椎線1）（香椎東出入口 - 千鳥橋JCT、7.7 km[5]） - 1号線の一部（非環状部）
- 太宰府線（太宰府線2）（月隈JCT - 水城出入口・太宰府IC出入口、5.9 km[5]） - 2号線の一部（非環状部）
- 空港線（空港線3）（豊JCT - 空港通出入口、0.6 km）
- 粕屋線（粕屋線4）（貝塚JCT - 粕屋出入口・福岡IC出入口、6.9 km）
- アイランドシティ線（アイランドシティ線6）（香椎浜JCT - アイランドシティ出入口、2.5 km）

## 料金
2019年（令和元年）10月1日の消費税増税に伴い、通行料金が改訂された。

### 現金車（一般）
- 普通車 : 630円
- 大型車 : 1260円

### ETC車
- 平日昼間（7:00-22:00）
  - 普通車：630円
  - 大型車：1260円

- 土曜昼間（7:00-22:00）
  - 普通車：590円
  - 大型車：1190円

- 平日･土曜夜間（22:00-7:00）、日曜/祝日
  - 普通車：560円
  - 大型車：1130円

### ETC車 （特定区間：貝塚⇔松島・多の津・粕屋・福岡IC）
- 平日昼間（7:00-22:00）
  - 普通車：500円
  - 大型車：1000円

- 土曜昼間（7:00-22:00）
  - 普通車：470円
  - 大型車：950円

- 平日･土曜夜間（22:00-7:00）、日曜/祝日
  - 普通車：450円
  - 大型車：900円

※九州道から乗り入れる太宰府IC及び福岡ICでは、NEXCOの通行料金と福岡都市高速の通行料金を同時に収受するためにクレジットカードが利用できるが、他の料金所ではETC利用時を除いてクレジットカードは利用できない。

## 事業中の路線など
福岡高速3号線（通称：空港線）を福岡空港近くへ延伸させる計画については、2023年（令和5年）現在は地質調査、測量、設計及び物件等調査(用地取得)が進められている。

## 特記事項

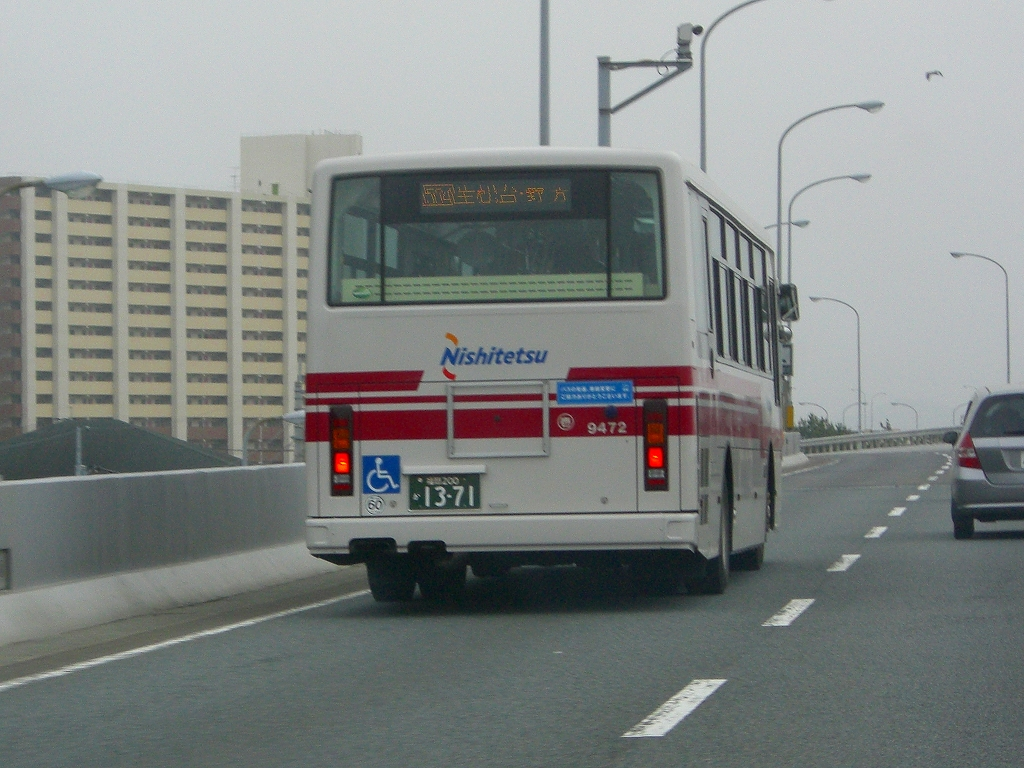
都市高速 西公園付近を走行する西鉄バス。ナンバープレート直左に「速度 60」の表示板が付いている。

福岡高速道路では高速バス以外に西鉄バスの一般路線バスが運行されている。高速道路走行の場合は乗客を含む乗員全員のシートベルト着用が法律で義務づけられているが、高速道路走行距離/時間が全区間の半分以下で、福岡高速道路上では（環状線・2号太宰府線の本線車道80 km/h制限区間を含めて）60 km/h以下で走行することを条件に国土交通省の特認を受けて、シートベルトの装着されていない一般路線バス用の車両を用いて運行されている。とくに環状線と香椎線においては運行本数が一般道経由の路線よりも多く、朝夕には西鉄バスが高速上で数台並んで走る姿も見られる。昼間でも福岡都心 - シーサイドももち間は時刻表上4分間隔と記載されている。